# 托雷库索
托雷库索（義大利語：Torrecuso），是意大利贝内文托省的一个市镇。总面积26.6平方公里，人口3519人，人口密度132.3人/平方公里（2009年）。ISTAT代码为062076。